# Municipio de Harmony (condado de Beaver)
El municipio de Harmony (en inglés: Harmony Township) es un municipio y lugar designado por el censo ubicado en el condado de Beaver en el estado estadounidense de Pensilvania. En el año 2000 tenía una población de 3.373 habitantes y una densidad poblacional de 432.4 personas por km².

## Geografía
El municipio de Harmony se encuentra ubicado en las coordenadas 40°36′26″N 80°13′13″O / 40.60722, -80.22028.

## Demografía
Según la Oficina del Censo en 2000 los ingresos medios por hogar en la localidad eran de $37,056 y los ingresos medios por familia eran $48,824. Los hombres tenían unos ingresos medios de $35,682 frente a los $24,464 para las mujeres. La renta per cápita para la localidad era de $18,663. Alrededor del 4,7% de la población estaban por debajo del umbral de pobreza.